# Attalides
281 – 133 av. J.-C.
Les Attalides sont une dynastie de l'époque hellénistique qui règne sur la cité de Pergame, située en Éolide, et contrôle une partie de l'Anatolie occidentale. Après la mort de Lysimaque en 281 av. J.-C., Philétaire (dont le père Attale a donné son nom à la dynastie) pose les bases de la dynastie qui règne sur le royaume de Pergame jusqu'en 133 av. J.-C. La proclamation royale est faite par Attale Ier après une grande victoire remportée contre les Galates en 236. Une première phase de conquête permet l'expansion du royaume attalide mais les campagnes d'Antiochos III réduisent un temps son aire d'influence. Adversaires résolus des Séleucides et des Antigonides, les Attalides sont les fidèles alliés de Rome durant les guerres de Macédoine et la guerre antiochique auxquelles ils participent activement. Le royaume finit par être légué à Rome en 133 av. J.-C.
Sous les Attalides, Pergame devient une cité florissante et un grand centre culturel, notamment grâce à sa bibliothèque. Ses vestiges sont parmi les mieux conservés de l'époque hellénistique.

## Une dynastie hellénistique

### De Lysimaque à Philétaire
Après la mort d'Alexandre le Grand en 323 av. J.-C., ses généraux se partagent son immense empire par les accords de Babylone. Lysimaque hérite de la Thrace et après la bataille d'Ipsos (301) il ajoute la majeure partie de l'Anatolie occidentale à ses possessions, englobant la cité de Pergame dont il confie la garde de la citadelle et de son considérable trésor de 9 000 talents à Philétaire, sous le titre de « pzophylax » ou « préposé au trésor ». Après l'exécution par Lysimaque de son fils Agathocle, Séleucos entre en guerre contre Lysimaque. Philétaire choisit alors de passer à son service et de lui offrir ses troupes et son trésor. Lysimaque est finalement battu et tué lors de la bataille de Couroupédion en 281. Séleucos s'empare des possessions asiatiques de Lysimaque et laisse Philétaire en place à Pergame.
Du temps de Lysimaque, Pergame est déjà une cité très riche. De nombreux produits d'exportation sont produits à Pergame, comme le vin, l'huile, les céréales ; la cité possède également des chevaux, des porcs, des moutons et des produits laitiers en abondance. Une pierre locale de couleur bleu-gris, l'andésite, est très recherchée car elle constitue un excellent matériau de construction. La cité possède aussi de l'argile, nécessaire à la production de céramique, et du bois en quantité destiné aux chantiers navals. L'industrie lainière est prospère. Pergame compte également de nombreuses mines d'or, d'argent et de plomb. Enfin, Pergame développe un commerce du parchemin florissant (le nom même dérive du nom de la ville).
La cité de Pergame est située en Éolide, dans l'ancienne Mysie au nord-ouest de l'Anatolie. Elle dispose d'un bon accès maritime : Lesbos se trouve non loin à l'ouest et le golfe d'Adramytteion au nord.

### Affirmation des Attalides

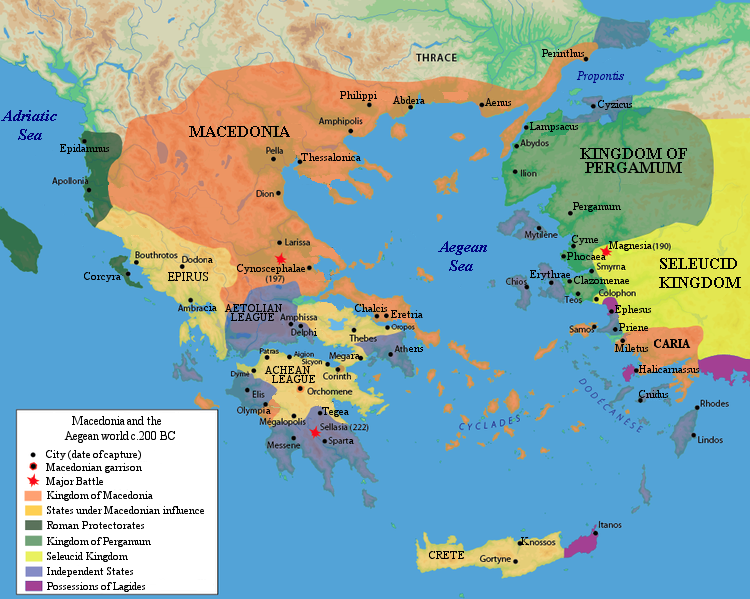
Le monde égéen vers 200 av. J.-C. (avec le royaume attalide en vert).

Profitant des guerres entre les Épigones (les descendants des Diadoques), Philétaire entreprend de faire de Pergame une cité autonome. Il repousse par ailleurs les attaques des Galates. Il fait frapper des monnaies mais laisse le visage de Séleucos et ne s'octroie pas le titre de basileus (roi). Evergète comparable aux plus grands rois hellénistiques, il dote la cité d'un temple sur l'acropole dédié à Athéna, un premier palais, et un second temple en faveur de Déméter. Il se montre également généreux envers les autres cités grecques, notamment envers les sanctuaires de Delphes, Délos et Thespies auxquelles il fait des dons, et des cités d'Anatolie comme Cyzique ou Cymé. Philétaire se pose ainsi en protecteur des arts et accueille de nombreux artistes grecs à Pergame. De nature plutôt autonome, Pergame n'entretient pas, sous Philétaire, de relations étroites avec des cités grecques particulières. 
À la mort de Philétaire en 263, n'ayant jamais été marié et sans héritier, c'est son neveu et fils adoptif Eumène Ier qui lui succède. Peu de temps après sa prise de pouvoir, Eumène Ier entre en guerre contre Antiochos Ier. Le roi séleucide est battu en 262 près de Sardes, permettant au pouvoir attalide de se consolider. Il fait remplacer l'effigie de Séleucos par celui de Philétaire sur les monnaies ; mais il ne prend toujours pas le titre de basileus. Mais il perd les territoires acquis au détriment des Séleucides à la suite d'un conflit contre Antiochos II entre 246 et 241. 
Comme son prédécesseur Philétaire, Eumène Ier n'a pas eu d'épouse ni d'enfant ; c'est donc son cousin germain et fils adoptif Attale Ier qui lui succède.

## Expansion du royaume attalide auIIesiècleav. J.-C.

### AttaleIeret la proclamation royale
Attale Ier succède à Eumène Ier en 241 av. J.-C. comme dynaste de la cité de Pergame. Il doit lutter contre les ambitions en Anatolie d'Antiochos Hiérax, le frère et rival de Séleucos II. Antiochos Hiérax paie les Galates pour les entraîner contre Pergame vers 238 av. J.-C. Mais Attale remporte une grande victoire et en profite pour prendre le titre royal en 236. Il prend également le titre de Sôter (« Sauveur »), se posant en champion des Grecs. Dans les années 229-227, Attale défait Antiochos Hiérax à trois reprises : en Phrygie, en Lydie et en Carie. Néanmoins les conquêtes territoriales dans l'ouest de l'Anatolie (Ionie, Eolide, Phrygie hellespontique) permises par les victoires sur les Galates et aussi par la crise du pouvoir séleucide sont mises à mal par les opérations menées par Achaïos II, un général séleucide. Ce dernier aide d'abord Séleucos III à reprendre les provinces dont le roi de Pergame s'est emparé puis il en prend le contrôle après avoir usurpé le titre royal. Vers 222, le royaume attalide ne dépasse pas la moyenne vallée du Caïque. En 218, Attale parvient à reprendre aux dépens d'Achaïos une partie des territoires perdues avec l'aide de mercenaires gaulois
Attale essaye ensuite de développer son influence dans l’Égée et en Grèce en s'alliant à la Ligue étolienne, mais ne réussit qu'à s'attirer l'hostilité de la Macédoine (218-205). Pergame coure alors le risque d'être à la fois l'ennemi des Antigonides et des Séleucides. Attale Ier fait alors appel à Rome, l'aidant dans ses projets d'intervention en Asie contre Antiochos III. Pergame signe un traité d'amitié avec Rome en 209 avant de prendre part aux Guerres de Macédoine contre Philippe V. Attale Ier dirige les opérations navales et remportent la cité d'Egine durant la première guerre macédonienne et Andros au cours de la deuxième. En 198, le royaume de Pergame est attaqué par Antiochos III
Attale Ier meurt en 197, peu de temps avant la fin de la deuxième guerre macédonienne. C'est Eumène II, l'aîné de ses quatre fils, probablement déjà associé au trône, qui lui succède.

### EumèneIIface aux Séleucides
Eumène II, qui succède à son père en 197 av. J.-C., décide de poursuivre la politique visant à préserver une bonne entente avec Rome dans le but de se protéger de la menace séleucide, alors que le royaume a perdu une grande partie de son territoires aux dépens d'Antiochos III. Il porte une grande responsabilité dans la déclaration de la guerre de Rome contre les Séleucides. Séleucos IV, fils d'Antiochos III fait en vain le siège devant Pergame, tandis que la flotte pergamienne participe aux opérations navales avec la flotte romaine. Eumène II participe activement à la victoire des Romains face aux Séleucides à Magnésie en 190. Le royaume attalide est bien récompensé par le traité d'Apamée puisqu'il est augmenté de la plupart des possessions séleucides au nord du Taurus, faisant de lui la principale puissance d'Anatolie Occidentale. Le royaume s'étend alors de la Lydie à la Pamphylie et à la Phrygie .

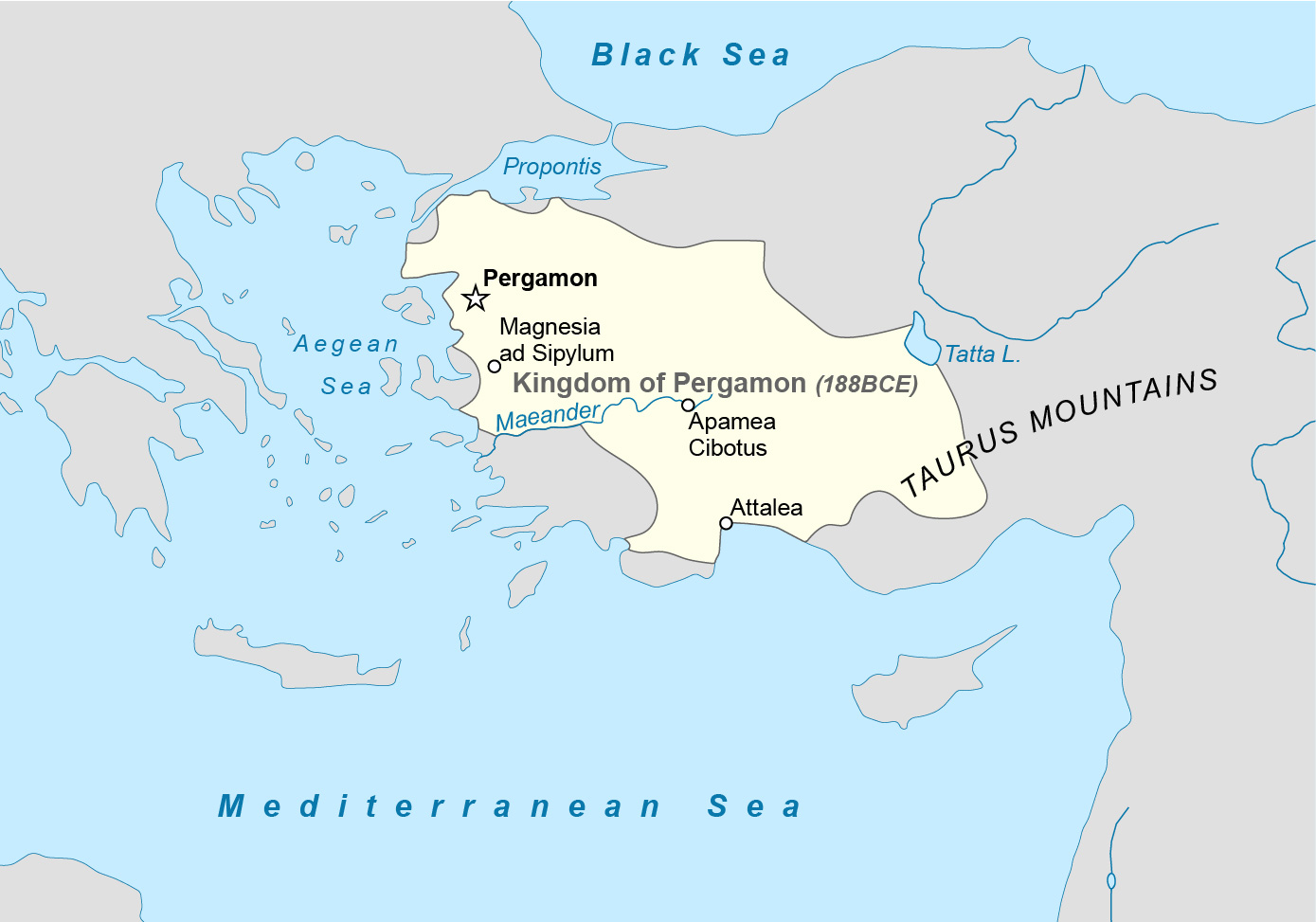
Le royaume attalide à son apogée après la paix d'Apamée.

Tout le règne d'Eumène II s'attache à conserver cette position privilégiée qu'il entretient avec Rome. Le pouvoir attalide, qui a hérité d'une grande partie des anciens territoires séleucides d'Anatolie Occidentale, maintient en place les structures administratives précédentes. Grâce à des textes administratifs, il est prouvé que les Attalides ont établi un maillage serré de districts administratifs placés sous l'autorité de stratèges. Si l'existence d'un culte royal d'État n'est pas attesté, il existe cependant un culte royal propre à la cité de Pergame. 
Mais la disparition de la menace séleucide n'est pas la fin des problèmes pour les Attalides : Eumène II doit faire face aux attaques de Prusias II de Bithynie en Phrygie hellespontique entre 186 et 183 et surtout, entre 182 et 179, il dut lutter contre l'expansionnisme de Pharnace du Pont que Pergame a su finalement rallier. Enfin entre 168 et 166 les tribus galates, placées sous la domination attalide, se révoltent et Eumène II doit réunir une armée importante. Il rétablit son autorité dans la partie orientale de son royaume mais se sent trahie par le Sénat romain lorsque ce dernier affirme l'autonomie des Galates en 166. Pergame endosse alors l'image de défenseur des valeurs de l'hellénisme aux yeux des Grecs.

### Règne d'AttaleII
À la mort d'Eumène II, dont le fils est encore en bas âge, son frère Attale II lui succède après une période de corégence. Dans les premières années de son règne, il soutient l'accession au pouvoir en Cappadoce d'Ariarathe V au détriment de son frère Orophernès, dont Eumène II puis Attale II ont épousé la sœur, Stratonice IV. Il reconnait ensuite comme souverain légitime du royaume séleucide Alexandre Balas, fils supposé d'Antiochos IV. Comme son prédécesseur, il doit lutter de 156 à 154 av. J.-C. contre le roi de Bithynie Prusias II qui entend probablement étendre son territoire. Le déclenchement de la guerre est mal connu : Attale II obtient le soutien d'Ariarathe V et de Mithridate IV du Pont, mais le royaume attalide est envahi et Pergame assiégée. Le Sénat romain finit par intervenir face à cette menace portant sur l'équilibre des forces en Anatolie : pourtant alliés aux Romains, les Bithyniens doivent livrer une partie de flotte et payer de lourdes indemnités. Il doit aussi faire face aux tentatives des Pisidiens vers 150-145 et à des rébellions des tribus galates. Puis, il prend le parti de Nicomède II, écarté de la succession au trône de Bithynie par son père Prusias II qui finit par être assassiné en 149. En 149-148, il prête main-forte aux Romains contre la rébellion d'Andriscos. En 145, il mène une dernière campagne contre des tribus thraces et annexe une partie de la Thrace. Il meurt en 138, à l'âge de 82 ans ; son neveu Attale III, fils d'Eumène II, lui succède.
S'inscrivant dans la continuité de l'action politique de son prédécesseur, Attale II a su maintenir des relations privilégiées avec Rome. Il a également développé une action évergétique afin de doter la cité de Pergame de structures politiques et artistiques admirées dans tout le monde grec. Sous son règne, l'influence de Pergame en Anatolie a atteint son maximum.

### Legs du royaume à Rome
Après la mort d'Attale II, son neveu Attale III Philométor devient roi de Pergame. Très peu de choses sont connues à propos de son court règne. Après sa mort prématurée survenue en 133, son testament stipule que le royaume de Pergame (sans le territoire civique de la cité) doit être légué au « Peuple romain ». Rome accepte ce legs en 132, signant la fin de la dynastie attalide. La véritable raison qui a poussé Attale III à rédiger ce testament est inconnue, mais il est possible qu'il cherche à prémunir le royaume contre les ambitions d'Eumène III, fils illégitime d'Eumène II, à faire face à une agitation sociale et à officialiser une vassalité envers Rome. La réputation d'Attale III dans les sources antiques témoigne d'une « légende noire », surtout si on la compare avec ses cinq prédécesseurs. Il est possible que les Grecs ne lui pardonnent pas le legs de son royaume à Rome et que les Romains le voient comme étant à l'origine de l'« orientalisation » des mœurs romaines.
Après la divulgation du testament, Eumène III, d'abord connu sous le nom d'Aristonicos, a pour ambition de s'emparer d'un royaume qu'il perçoit comme son héritage légitime. Après avoir remporté plusieurs victoires contre des cités, il commence à légitimer ses ambitions. Le consul Licinius Crassus, à qui l'Asie a été confiée, est vaincu et tué ; mais son successeur, le consul Perpenna, défait et capture Eumène III et fait transférer à Rome les trésors de Pergame, héritage revenant de droit au Peuple romain. Cet acte ultime marque la fin de la dynastie attalide. En 129 av. J.-C., l'ancien royaume de Pergame forme la province romaine d'Asie.

## Nature du pouvoir politique
Les souverains attalides bénéficient dans les sources anciennes (grecques ou romaines) d'une réputation favorable et sont considérés, pour la plupart d'entre eux, comme des rois avisés et de bons gestionnaires, ardents défenseurs de la liberté des cités grecques. Ils se présentent eux-mêmes comme des protecteurs de l'hellénisme face à la menace barbare incarnée par les Galates. Les Attalides apparaissent également comme des bienfaiteurs pour les cités grecques, pratiquant l'évergétisme au travers la construction de monuments ou l'envoi de troupes. Ils se veulent des rois modérés et présentent les Séleucides et les Antigonides comme des ennemis des cités grecques. 
Mais cette image, qui sert la propagande de la dynastie, est tout de même à nuancer : les Attalides montrent un pouvoir absolu ; ils administrent leur territoire comme le font les Séleucides ; ils fondent des colonies pour assurer leur domination ; enfin ils contrôlent les cités grecques qui leur sont soumis. Certaines de ces cités organisent d'ailleurs un culte envers les Attalides pour s'attirer leur bonne grâce.

## Généalogie
Les dynastes et rois attalides légitimes sont indiqués en caractère gras. Les dates sont situées avant J.-C.
|                      |                      |                      |                      | Attale               | Attale               | Attale               | Attale               | Attale               | Attale               |                     |                     | Boa                 | Boa                 | Boa            | Boa            | Boa        | Boa        |           |           |           |           |                      |                      |                      |                      |                      |                      |                     |                     |           |           |            |            |            |            |            |            |           |           |         |         |         |         |         |         |
|                      |                      |                      |                      | Attale               | Attale               | Attale               | Attale               | Attale               | Attale               |                     |                     | Boa                 | Boa                 | Boa            | Boa            | Boa        | Boa        |           |           |           |           |                      |                      |                      |                      |                      |                      |                     |                     |           |           |            |            |            |            |            |            |           |           |         |         |         |         |         |         |
|                      |                      |                      |                      |                      |                      |                      |                      |                      |                      |                     |                     |                     |                     |                |                |            |            |           |           |           |           |                      |                      |                      |                      |                      |                      |                     |                     |           |           |            |            |            |            |            |            |           |           |         |         |         |         |         |         |
|                      |                      |                      |                      |                      |                      |                      |                      |                      |                      |                     |                     |                     |                     |                |                |            |            |           |           |           |           |                      |                      |                      |                      |                      |                      |                     |                     |           |           |            |            |            |            |            |            |           |           |         |         |         |         |         |         |
| Philétaire (282-263) | Philétaire (282-263) | Philétaire (282-263) | Philétaire (282-263) | Philétaire (282-263) | Philétaire (282-263) |                      |                      | Eumène               | Eumène               | Eumène              | Eumène              | Eumène              | Eumène              |                |                | Satyra     | Satyra     | Satyra    | Satyra    | Satyra    | Satyra    |                      |                      |                      |                      | Attale               | Attale               | Attale              | Attale              | Attale    | Attale    |            |            |            |            |            |            |           |           |         |         |         |         |         |         |
| Philétaire (282-263) | Philétaire (282-263) | Philétaire (282-263) | Philétaire (282-263) | Philétaire (282-263) | Philétaire (282-263) |                      |                      | Eumène               | Eumène               | Eumène              | Eumène              | Eumène              | Eumène              |                |                | Satyra     | Satyra     | Satyra    | Satyra    | Satyra    | Satyra    |                      |                      |                      |                      | Attale               | Attale               | Attale              | Attale              | Attale    | Attale    |            |            |            |            |            |            |           |           |         |         |         |         |         |         |
|                      |                      |                      |                      |                      |                      |                      |                      |                      |                      |                     |                     |                     |                     |                |                |            |            |           |           |           |           |                      |                      |                      |                      |                      |                      |                     |                     |           |           |            |            |            |            |            |            |           |           |         |         |         |         |         |         |
|                      |                      |                      |                      |                      |                      |                      |                      |                      |                      |                     |                     |                     |                     |                |                |            |            |           |           |           |           |                      |                      |                      |                      |                      |                      |                     |                     |           |           |            |            |            |            |            |            |           |           |         |         |         |         |         |         |
|                      |                      | Eumène Ier (263-241) | Eumène Ier (263-241) | Eumène Ier (263-241) | Eumène Ier (263-241) | Eumène Ier (263-241) | Eumène Ier (263-241) |                      |                      | Philétaire (?)      | Philétaire (?)      | Philétaire (?)      | Philétaire (?)      | Philétaire (?) | Philétaire (?) |            |            | Antiochis | Antiochis | Antiochis | Antiochis | Antiochis            | Antiochis            |                      |                      | Attale               | Attale               | Attale              | Attale              | Attale    | Attale    |            |            | Eumène(?)  | Eumène(?)  | Eumène(?)  | Eumène(?)  | Eumène(?) | Eumène(?) |         |         |         |         |         |         |
|                      |                      | Eumène Ier (263-241) | Eumène Ier (263-241) | Eumène Ier (263-241) | Eumène Ier (263-241) | Eumène Ier (263-241) | Eumène Ier (263-241) |                      |                      | Philétaire (?)      | Philétaire (?)      | Philétaire (?)      | Philétaire (?)      | Philétaire (?) | Philétaire (?) |            |            | Antiochis | Antiochis | Antiochis | Antiochis | Antiochis            | Antiochis            |                      |                      | Attale               | Attale               | Attale              | Attale              | Attale    | Attale    |            |            | Eumène(?)  | Eumène(?)  | Eumène(?)  | Eumène(?)  | Eumène(?) | Eumène(?) |         |         |         |         |         |         |
|                      |                      |                      |                      |                      |                      |                      |                      |                      |                      |                     |                     |                     |                     |                |                |            |            |           |           |           |           |                      |                      |                      |                      |                      |                      |                     |                     |           |           |            |            |            |            |            |            |           |           |         |         |         |         |         |         |
|                      |                      |                      |                      |                      |                      |                      |                      |                      |                      |                     |                     |                     |                     |                |                |            |            |           |           |           |           | Attale Ier (241-197) | Attale Ier (241-197) | Attale Ier (241-197) | Attale Ier (241-197) | Attale Ier (241-197) | Attale Ier (241-197) |                     |                     | Apollonis | Apollonis | Apollonis  | Apollonis  | Apollonis  | Apollonis  |            |            |           |           |         |         |         |         |         |         |
|                      |                      |                      |                      |                      |                      |                      |                      |                      |                      |                     |                     |                     |                     |                |                |            |            |           |           |           |           | Attale Ier (241-197) | Attale Ier (241-197) | Attale Ier (241-197) | Attale Ier (241-197) | Attale Ier (241-197) | Attale Ier (241-197) |                     |                     | Apollonis | Apollonis | Apollonis  | Apollonis  | Apollonis  | Apollonis  |            |            |           |           |         |         |         |         |         |         |
|                      |                      |                      |                      |                      |                      |                      |                      |                      |                      |                     |                     |                     |                     |                |                |            |            |           |           |           |           |                      |                      |                      |                      |                      |                      |                     |                     |           |           |            |            |            |            |            |            |           |           |         |         |         |         |         |         |
|                      |                      |                      |                      |                      |                      |                      |                      |                      |                      |                     |                     |                     |                     |                |                |            |            |           |           |           |           |                      |                      |                      |                      |                      |                      |                     |                     |           |           |            |            |            |            |            |            |           |           |         |         |         |         |         |         |
| Stratonice           | Stratonice           | Stratonice           | Stratonice           | Stratonice           | Stratonice           |                      |                      | Eumène II (197-159)  | Eumène II (197-159)  | Eumène II (197-159) | Eumène II (197-159) | Eumène II (197-159) | Eumène II (197-159) |                |                | (?)        | (?)        | (?)       | (?)       | (?)       | (?)       |                      |                      | Attale II (159-139)  | Attale II (159-139)  | Attale II (159-139)  | Attale II (159-139)  | Attale II (159-139) | Attale II (159-139) |           |           | Philétaire | Philétaire | Philétaire | Philétaire | Philétaire | Philétaire |           |           | Athénée | Athénée | Athénée | Athénée | Athénée | Athénée |
| Stratonice           | Stratonice           | Stratonice           | Stratonice           | Stratonice           | Stratonice           |                      |                      | Eumène II (197-159)  | Eumène II (197-159)  | Eumène II (197-159) | Eumène II (197-159) | Eumène II (197-159) | Eumène II (197-159) |                |                | (?)        | (?)        | (?)       | (?)       | (?)       | (?)       |                      |                      | Attale II (159-139)  | Attale II (159-139)  | Attale II (159-139)  | Attale II (159-139)  | Attale II (159-139) | Attale II (159-139) |           |           | Philétaire | Philétaire | Philétaire | Philétaire | Philétaire | Philétaire |           |           | Athénée | Athénée | Athénée | Athénée | Athénée | Athénée |
|                      |                      |                      |                      |                      |                      |                      |                      |                      |                      |                     |                     |                     |                     |                |                |            |            |           |           |           |           |                      |                      |                      |                      |                      |                      |                     |                     |           |           |            |            |            |            |            |            |           |           |         |         |         |         |         |         |
|                      |                      |                      |                      | Attale III (139-133) | Attale III (139-133) | Attale III (139-133) | Attale III (139-133) | Attale III (139-133) | Attale III (139-133) |                     |                     | Eumène III          | Eumène III          | Eumène III     | Eumène III     | Eumène III | Eumène III |           |           |           |           |                      |                      |                      |                      |                      |                      |                     |                     |           |           |            |            |            |            |            |            |           |           |         |         |         |         |         |         |

## Pergame sous les Attalides

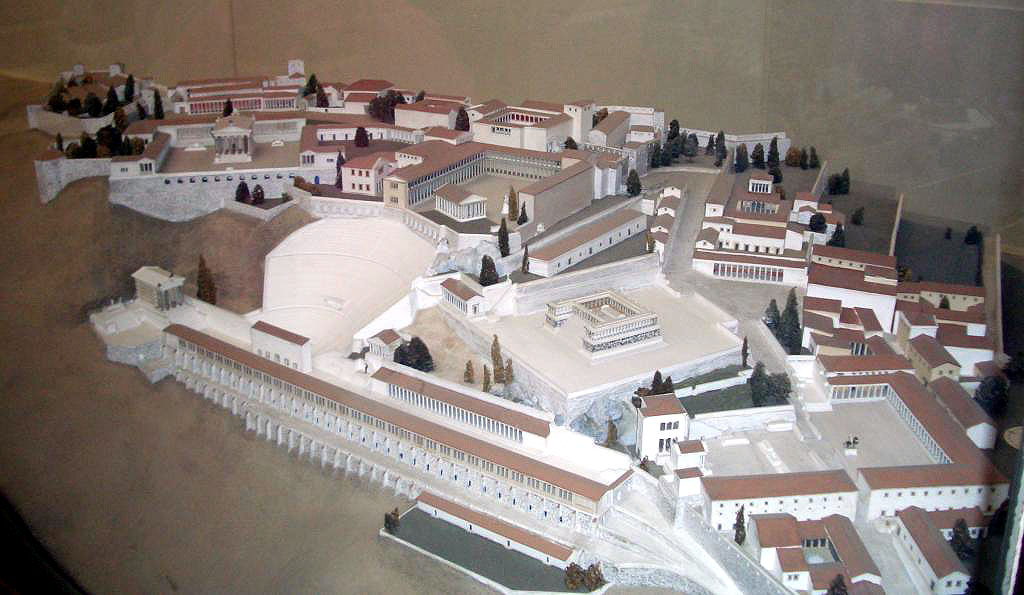
Maquette de la cité de Pergame.

### Une cité en plein essor
Capitale de la principauté puis du royaume attalide, Pergame est une des principales cités d'Anatolie à l'époque hellénistique puis à l'époque impériale. Avant l'époque hellénistique, elle n'est qu'une petite citadelle de Mysie surplombant le Caïque, à 350 mètres au-dessus de la vallée, ce qui lui permet tout de même de contrôler les routes entre le littoral et l'arrière-pays mysien. Lorsque Philétaire se détache de Lysimaque en 283 av. J.-C., il s'y réfugie avec le trésor qu'il lui a été confié. La cité de Pergame devient une grande cité en même temps que le pouvoir attalide tend à s'affirmer comme une puissance en Asie Mineure occidentale.
L'indépendance de Pergame s'affirme à partir d'Eumène Ier qui en fait un centre politique et culturel majeur. Son successeur Attale Ier, qui se veut protecteur des arts et des sciences, fait venir de nombreux savants et aurait lancé lui-même le projet d'une bibliothèque ; mais c'est son Eumène II, dont le règne correspond à l'apogée de la cité, qui l'établit sur l'acropole. Après la paix d'Apamée (188 av. J.-C.), l'augmentation du revenu royal permet de conférer à Pergame un urbanisme remarquable.

### Un urbanisme remarquable
La cité de Pergame s'est construite au rythme du terrain et les terrasses naturelles ont été utilisées de telle sorte que soient mis en évidence les bâtiments témoignant de la gloire et de la richesse des rois. Le théâtre, adossé au flanc de l'acropole et donnant sur la vallée, est au cœur de ce que représente la ville : les habitants s'y rassemblent et prennent conscience qu'ils forment une communauté unie par le culte rendu à Dionysos, dieu tutélaire de la cité. Et depuis ce théâtre dominant la plaine du Caïque, le peuple peut admirer l'ensemble de la cité.
L'acropole, bien différente de l'acropole d'Athènes, est la construction la plus impressionnante. Il s'agit du cœur politique et idéologique du pouvoir attalide. Son plan et sa construction reviennent à Attale Ier mais c'est véritablement sous le long règne d'Eumène II (197-158 av. J.-C.) que la politique urbanistique a été la plus développée. La particularité de l'urbanisme de Pergame relève du fait que la ville est aménagée en terrasses superposées permettant une meilleure adaptation au relief mais également une remarquable scénographie de l'ensemble de la cité. Les principaux sanctuaires et les palais royaux sont situés sur la partie la plus élevée de l'acropole. À l'est de l'axe principal se trouvent les bâtiments relatifs au pouvoir : le groupe des palais, la bibliothèque monumentale qui aurait accueilli plus de 200 000 ouvrages et les bâtiments destinés aux activités militaires. Bien que le plan des six palais royaux reprennent un schéma péristyle assez simple, ils sont décorés d'un luxe incomparable. À l'ouest sont disposés les différents sanctuaires, surplombant le grand théâtre. 
Dominant le théâtre le Grand Autel de Pergame, construit à l'apogée de la puissance attalide démontre une architecture singulière et monumentale. Eumène II institue en effet les fêtes en l'honneur d'Athéna Niképhoros et pour l'occasion fait édifier au sommet de l'acropole un autel monumental. Cet autel doit glorifier les victoires remportées par la dynastie attalide, avec l'aide de Rome. Il est monté sur une plate-forme carrée, couvrant 1 250 m2. Il est constitué d'un escalier monumental menant à l'autel lui-même situé dans une cour intérieur à péristyle. Haut de 10,75 m le Grand Autel est prestigieux par la richesse et la finesse de ses décors et notamment la Gigantomachie qui parcourt les côtés de la plateforme. Une autre frise sur la plateforme, surplombée d'une colonnade ionique, représente la geste de Télèphe, le héros fondateur de Pergame. La geste permet de replacer l'histoire des Attalides dans le contexte mythologique local tandis que la Gigantomachie est une allégorie de la lutte des rois de Pergame contre les Galates et une démonstration de leur dévouement hellénistique. 
L'agora du haut limite la ville haute, ou l'ensemble royal. Cette agora abrite plusieurs bâtiments civiques et des sanctuaires poliades, marquant un lieu de rencontre symbolique et institutionnel entre le roi et son peuple. Les sanctuaires secondaires, les quartiers d'habitation et les gymnases s'étalent en terrasse à flanc de colline jusqu'à la plaine où les activités commerciales sont accueillies par l'agora du bas.

### Sources antiques
- Diodore de Sicile, Bibliothèque historique [détail des éditions] [lire en ligne], XXI-XL (fragments).
- Polybe, Histoires [détail des éditions] [lire en ligne].
- Strabon, Géographie [détail des éditions] [lire en ligne]
- Tite-Live, Histoire romaine [détail des éditions] [lire en ligne].